# Meride
Meride ([ˈmeride]) è un ex comune ticinese che dal 2013 è diventato quartiere costitutivo della Città di Mendrisio.
Lo splendido borgo, rivolto a mezzogiorno ai piedi del Monte San Giorgio, è inserito in un’ampia conca coltivata a vite, aperta verso sud, con un imponente sfondo boschivo, in un prezioso contesto di pace e isolamento. Lo stretto vicolo del nucleo principale dall'andamento ondulato e sinuoso è delimitato dalle mura degli ampi cortili interni. L'edificazione a corte, caratteristica della regione, mostra tratti signorili, con corti acciottolate, porticati, logge e portali d'entrata. Il nucleo di Meride è inserito nell'inventario federale degli insediamenti d'importanza nazionale ( ISOS (PDF) (archiviato dall'url originale il 6 settembre 2017).).

## Geografia fisica
Il quartiere di Meride sorge presso il Monte San Giorgio, ad una decina di minuti dal centro di Mendrisio, in un contesto di pace e isolamento, nel cuore del sito Patrimonio mondiale dell'UNESCO. Il Monte San Giorgio costituisce infatti il più importante giacimento fossilifero al mondo risalente al Triassico medio.

## Storia
La prima citazione del paese risale all'anno 852 con il nome di "Melede", mentre nei secoli successivi i richiami si susseguono con delle piccole variazioni prima di approdare al nome "Meride" ("Melade" nel 963; "Meredo" nel 1443, "Merede" nel 1518 e nel 1667; e nel 1591 "Merito").
Nel 1483 il villaggio ottenne la sua indipendenza amministrativa e spirituale dalla  pieve. di Riva San Vitale, facendo capo inizialmente alla chiesa di San Silvestro e poi alla chiesa di San Rocco. Il primo parroco di Meride fu Jacobus de Fossato, il quale era tenuto a celebrare la messa, impartire le lezioni scolastiche, e, su assegnazione del Vescovo di Como, celebrare la festa del Beato Manfredo Settala. Quest'ultimo abitò l'eremo presso la cappella di S. Giorgio e il suo passaggio in questi territori è ricordato dalla cappella, da affreschi a lui dedicati, dalla toponomastica e dalle preghiere, ma anche dalla tradizione popolare, che trasmette numerosi miracoli e leggende a lui collegati. Ne sono un esempio la narrazione popolare secondo cui egli trasformò in pane delle rocce poste nel forno per aiutare gli abitanti a sopravvivere a una grande carestia, oppure il racconto della sua morte, avvenuta nel 1217: si dice che le campane dei villaggi si misero a suonare da sole e che le sue spoglie, contese tra i parrocchiani di Cuasso, Meride e Riva San Vitale, furono messe su una slitta, denominata "barozzo", trainata da due buoi, i quali senza alcuna guida trasportarono il feretro direttamente nella chiesa di Riva San Vitale.
Gli studi hanno dimostrato la presenza sin dal Medioevo di un'economia di sussistenza, che nella maggior parte dei casi era gestita dalle donne e dagli anziani del paese. Il motivo di questa gestione che non comprendeva gli uomini va ricercata nel fatto che gli uomini si dedicavano piuttosto ad attività artigianali e artistiche che li portavano spesso lontano dal paese natale. Tra questi uomini troviamo personalità di spicco come il pittore Francesco Antonio Giorgioli, o gli stuccatori provenienti dalla famiglia dei Melchion, dei Clerici, degli Oldelli e dei Fossati.
Intraprendendo queste migrazioni essi si trovavano in contesti in cui era richiesto saper scrivere, leggere e fare i conti, e quindi la scuola svolgeva un ruolo molto importante per i bambini che avrebbero poi seguito le orme paterne. Tale rilievo può essere dedotto anche dalle lettere che gli artisti e gli artigiani inviavano ai propri cari, o più specificatamente al cappellano o al notaio del paese, i quali poi le leggevano ai destinatari e formulavano la risposta: ad esempio lo stuccatore Giovan Battista Clerici (1673 circa-1736) nelle lettere sottolineava la necessità che il figlio andasse a scuola ("atenda alla scola et imparare") e non stesse a casa o nei campi a pascolare gli animali ("tenerlo in casa o mandarlo con le bestie").

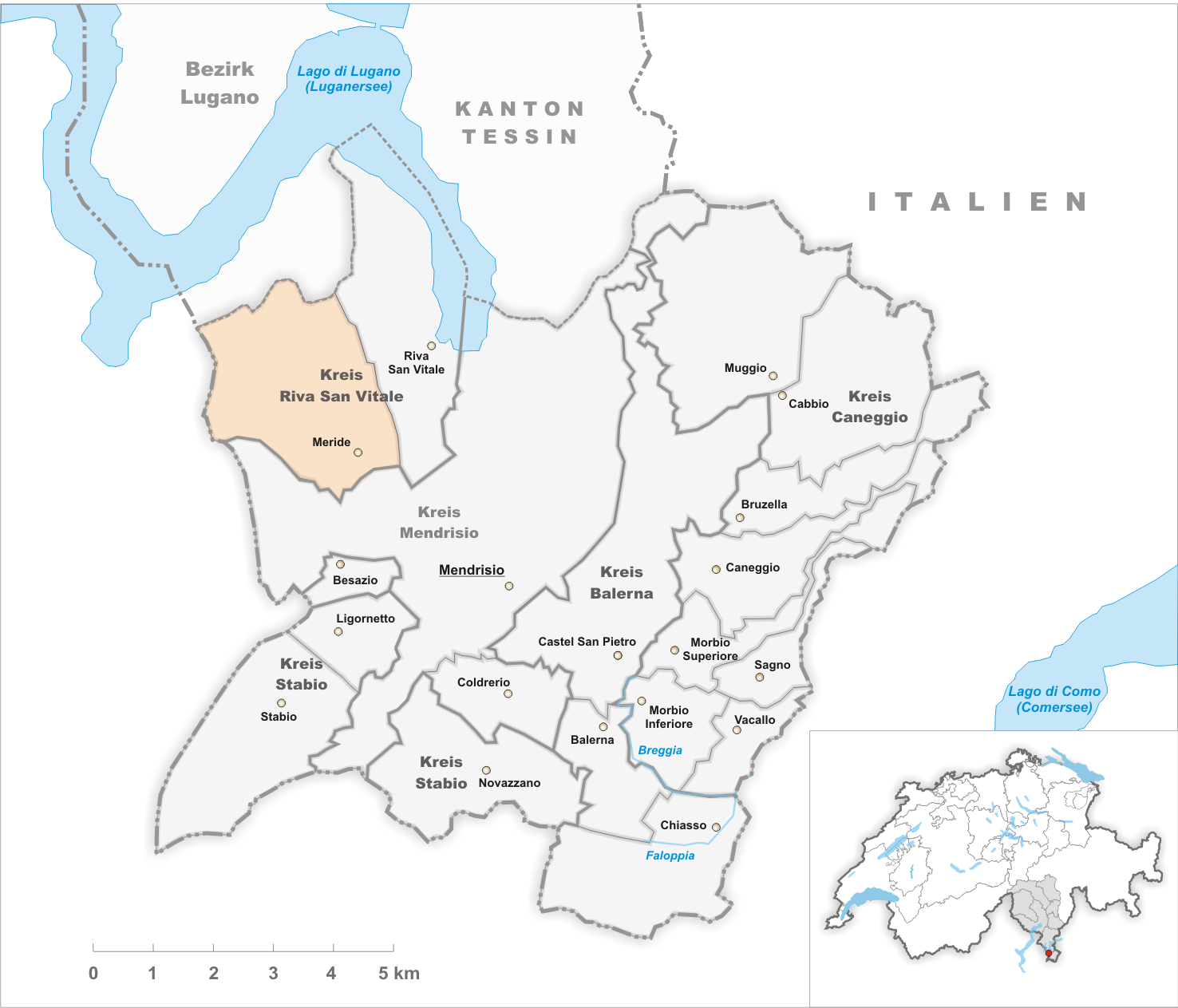
Il territorio del comune di Meride prima degli accorpamenti comunali del 2013

Già comune autonomo che si estendeva per 7,47 km², il 14 aprile 2013 è stato accorpato a Mendrisio assieme agli altri comuni soppressi di Besazio e Ligornetto. La fusione è stata approvata dalla votazione popolare del 20 novembre 2011

### Meride e i fossili
Il villaggio si estende fino alla cima del Monte San Giorgio (patrimonio dell'Unesco dal 2003), che è uno dei più importanti giacimenti di fossili del Triassico Medio (247-237 milioni di anni fa). In quest'era la zona era il fondale di un mare poco profondo e proprio per questa sua antichissima storia, il Monte San Giorgio, e quindi anche Meride, è sede di numerosi scavi scientifici, che dal 1850 in avanti hanno permesso di portare alla luce e analizzare moltissimi fossili. In particolare, i fossili estratti superano i 20'000 e sono sia di animali, soprattutto pesci e rettili, che di piante.

### Simboli
Lo stemma deriva dalla fusione degli emblemi delle due famiglie più antiche del paese: quella dei  Fossati. e quella degli  Oldelli.. In particolare, il rimando alla famiglia  Fossati. si ritrova nella suddivisione quadripartitica e nella presenza delle stelle, mentre il castello fa riferimento allo stemma della famiglia  Oldelli.. Questo edificio rimanda inoltre all'esistenza sul territorio di Meride di un castello, che secondo la leggenda instaurò una lega con quelli di Arzo e di Tremona e insieme riuscirono a cacciare dal territorio i "banditi di Valporino".

## Monumenti e luoghi d'interesse

### Chiesa di San Silvestro
La chiesa di San Silvestro sorge sulla cima della collina che sovrasta il paese, in corrispondenza del luogo in cui era presente un castello, e divenne la  chiesa parrocchiale. quando Meride si separò dalla  pieve. di Riva San Vitale nel 1483.
La chiesa conserva affreschi di Francesco Antonio Giorgioli: in particolare il ciclo di affreschi relativi alla vita del santo a cui la chiesa è dedicata.

### Chiesa di San Rocco
La chiesa di San Rocco è attestata dal 1578 e sostituì la chiesa di San Silvestro nel suo ruolo di  parrocchia.. All'inizio del Seicento venne rinnovata, per poi essere ampliata nel 1770-72 e restaurata nel 1969-70.
Al suo interno sono presenti opere di Augusto Crociani (statua in bronzo di San Rocco), di Antonio Rinaldi da Tremona (pala dipinta ad olio e rappresentante la Sacra Conversazione), di Giovan Pietro Gnocchi (tela ad olio rappresentante Santa Lucia) e opere di altri artisti .
Secondo le fonti, la parrocchiale di Meride oggi risulta ancora la Chiesa di San Silvestro.

### Oratorio sul San Giorgio
La prima descrizione di questa cappella si deve al Vescovo di Como Mons. Bonomi, che la visitò nel 1578. Egli ordinò che "delle due niccie che sono in mezo la faciata se ne facci una grande et in mezo si trasporti l'altare di S.Giorgio", facendo quindi presupporre l'esistenza di due altari con due absidi. In realtà però la morte del Beato Manfredo Settala, un eremita che abitò l'eremo che sorgeva nei pressi della cappella, avvenuta nel 1217 proprio in quei luoghi permette di stabilire che probabilmente l'edificio esisteva già nel XIII secolo. La menzione successiva in un documento si ebbe nel 1591 nella comunicazione inviata da un curato al vescovo, ma poi si persero le notizie per circa un secolo, ossia fino al 1686, quando il curato Rinaldi informò il vescovo Bonesana che intendeva ristrutturare la cappella ormai abbandonata. Lavori di ristrutturazione avvennero anche a partire dal 1972, quando un gruppo di volontari decise di unirsi per raccogliere fondi e si formò in seguito una commissione volta a risolvere le pessime condizioni della costruzione. Nonostante l'impegno costante di numerosi volontari che la domenica si trovavano in vetta per eseguire i lavori, i problemi, aggravati anche dalle azioni di saccheggio messe in atto nel 1991, continuarono a presentarsi. Il comitato allora lanciò un'iniziativa chiamata "offri la tua tegola", e in questo modo si riuscì ad ottenere la cifra necessaria per il restauro del tetto e dei muri perimetrali. Oggi l'oratorio versa ancora in condizioni precarie e nel 2019 sono stati avviati nuovi lavori.

### Casa Oldelli
Si tratta di un edificio a corte risalente agli anni 1740-1760, dotato di loggiato ripartito su due livelli. La presenza dei notai rese Casa Oldelli "il centro del villaggio", poiché era qui che giungevano le lettere di molti artisti e artigiani emigranti ed era da qui che partivano le risposte. Gli Oldelli radunarono la corrispondenza con le maestranze, trasformando il loro archivio familiare in un patrimonio di fondamentale importanza per tracciare e comprendere la vita dell'epoca (oggi è depositato all'Archivio di Stato a Bellinzona).

## Società

### Evoluzione demografica
L'evoluzione demografica è riportata nella seguente tabella:
Abitanti censiti

## Cultura

### Musei

#### Museo dei fossili del Monte San Giorgio
Il Museo dei fossili del Monte San Giorgio è situato al centro del paese di Meride ed è stato inaugurato nel 2012, dopo i lavori di ristrutturazione e ampliamento ad opera dell'architetto ticinese Mario Botta. Al suo interno è possibile osservare una raccolta di fossili di animali e piante ritrovati nei giacimenti del Monte San Giorgio, che dal 2003 fa parte del Patrimonio mondiale dell'UNESCO. Con lo scopo di comprendere e vedere questo mondo ormai scomparso il museo mette a disposizione varie illustrazioni, modelli e animazioni in 3D, in Realtà Aumentata e in Realtà Virtuale.

#### Museo di Arte Sacra
Nel 2008 un gruppo di volontari, su impulso del Consiglio Parrocchiale, si impegnò nel tentativo di ritrovare e poi riunire oggetti e immagini legati alla sacralità, che sono oggi osservabili proprio nel Museo di Arte Sacra. In particolare in quattro locali situati in un'antica casa signorile posta all'inizio del paese di Meride sono conservati quadri, oggetti e arredi liturgici antichi, mentre un edificio in Piazza Mastri ospita un archivio, in cui è riunita la documentazione relativa al sacro a partire dal Quattrocento.
Inoltre nel 2014 venne aperta la "sala Scalmegna", una galleria sotterranea risalente al Medioevo che permetteva di accedere alla casa costruita sopra e quindi al paese, che era protetto da mura, in sicurezza. In realtà questi antichi accessi medievali al villaggio furono utilizzati per vari anni anche come riparo per pecore e capre, che soprattutto di notte si trovavano esposte agli attacchi dei numerosi predatori della regione (soprattutto orsi e lupi, che erano presenti sul Monte S.Giorgio fino almeno al XVIII secolo).

### Arte

#### Francesco Antonio Giorgioli (1655-1725)
Francesco Antonio Giorgioli nacque nel 1655, ma del tempo intercorso tra la sua nascita e il suo matrimonio con Margherita Roncati di Meride nel 1677 le notizie sono rade. Nonostante non si possa averne la certezza, si può ipotizzare che egli probabilmente fece l'apprendistato di pittore presso la famiglia Roncati, l'unica del paese ad avere esperienza e tradizione in questa forma d'arte. Una volta appreso quanto necessario egli si spostò a Milano (1678), ma fino al 1680, anno in cui cominciò una corrispondenza con il notaio Alfonso Oldelli di Meride, le informazioni sulla sua vita e la sua attività sono scarse. Tra il 1680 e il 1683 egli visse a Roma, dove dipinse i primi affreschi, e in seguito portò avanti la sua esistenza tra il suo paese natale e i vari luoghi in cui portò la sua arte: in particolare la sua attività si svolse, oltre che in Ticino, nella Svizzera Tedesca, nel Varesotto, in Mesolcina, in Germania e in Polonia. Anche a Meride sono visibili molte sue opere, soprattutto all'interno della chiesa di San Silvestro, opere che hanno contribuito a far conoscere il piccolo paese. In effetti, Giorgio Zappa scrive che "(...) a poco a poco il nome di Meride si è fatto avanti nella storia della nostra secolare emigrazione artistica e, di riflesso, maggiori attenzioni vanno suscitando le opere d'arte che il villaggio possiede".

## Amministrazione
Ogni famiglia originaria del luogo fa parte del cosiddetto comune patriziale e ha la responsabilità della manutenzione di ogni bene ricadente all'interno dei confini del quartiere.